# Sarah Afonso
Sarah Afonso (* 13. Mai 1899 in Lissabon, Portugal; † 14. Dezember 1983 ebenda), Künstlername Sara Sancha Afonso, war eine portugiesische Malerin, Illustratorin und Kunststickerin.

## Leben
Sarah Afonso wurde in Lissabon geboren und wuchs in bescheidenen Verhältnissen in der nordportugiesischen Viana do Castelo auf. Von 1915 bis 1922 besuchte sie Kurse an der Akademie der Schönen Künste in Lissabon unter der Professur von Columbano Bordalo Pinheiro. Eine ihrer Mitstudentinnen war Clementina Carneiro de Moura.
Zwischen 1923 und 1924 sowie von 1928 und 1929 lebte sie in Paris, besuchte die Academie Grande Chaumier und stellte im Salon de Autome aus. Nach ihrer Rückkehr wurde sie Teil der Lissabonner Kunstszene, unter anderem dem Zirkel im Café A Brasileira – bis dahin eine Bastion männlicher Künstler. 1927 hatte sie ihre erste Einzelausstellung in Lissabon. Sie nahm an der Weltausstellung in Lissabon 1940 und der Biennale von São Paulo teil.
1944 wurde sie mit dem Prémio Souza-Cardoso, dem höchsten Kunstpreis Portugals, ausgezeichnet.
Als Illustratorin arbeitete sie für diverse portugiesische Zeitschriften wie Presença, Ocidente, Revista de Portugal und Panorama. Bedeutung fand auch ihre Arbeit als Kunststickerin.
Sie war mit dem Universalkünstler José Sobral de Almada-Negreiros verheiratet.

## Werk
Ihr Werk ist volkstümlich und von der Lebenswelt Nordportugals beeinflusst, wo sie ihre Kindheit verbrachte. Es sind fröhliche Bilder, die geprägt sind von Volksfesten, Märkten und Ähnlichem.